# هفت (فیلم ۱۹۷۹)
هفت (انگلیسی: Seven) فیلمی فیلم اکشن به کارگردانی اندی سیداریس است که سال ۱۹۷۹ منتشر شد.